# На війні (фільм, 2018)
«На війні» (фр. En Guerre) — французький драматичний фільм 2018 року, поставлений режисером Стефаном Брізе. Світова прем'єра стрічки відбулася 15 травня 2018 року на 71-му Каннському міжнародному кінофестивалі, де вона брала участь в основній конкурсній програмі.

## Сюжет
Два роки тому компанія Perrin Industry Factory з 1100 працівниками та гарною репутацією автомобільний постачальник, пов'язаний з німецькою групою Schäfer, підписала угоду із співробітниками на урізування зарплати, щоб врятувати підприємство і зберегти робочі місця на п'ять років. Але раптом компанія вирішує закритися. Проте співробітники не бажають миритися з таким станом речей…

## У ролях
| • Венсан Лендон    | … | Лоран Амедео                            |
| • Мелані Ровер     | … | Мелані, член профспілки «CGT»           |
| • Жак Бордері      | … | мосьє Бордері, директор підприємства    |
| • Девід Рей        | … | адміністративний та фінансовий директор |
| • Олів'є Лемер     | … | член профспілки «SIPI»                  |
| • Ізабель Руфін    | … | директор з людських ресурсів            |
| • Бруно Буртоль    | … |                                         |
| • Себастьєн Вамель | … |                                         |
| • Жан-Ноель Трон   | … |                                         |
| • Валері Ламон     | … |                                         |

## Знімальна група
- Автори сценарію — Стефан Брізе, Олів'є Ґорс
- Режисер-постановник — Стефан Брізе
- Продюсери — Крістоф Россіньйон, Філіпп Боеффар
- Виконавчий продюсер — Єв Франсуа Машуель
- Асоційовані продюсери — Венсан Лендон, Стефан Брізе
- Оператор — Ерік Дюмон
- Композитор — Бертран Блессінг
- Монтаж — Анн Клотц
- Художник з костюмів — Анн Дюнсфорд
- Артдиректор — Валері Сараджян
- Підбір акторів — Коралі Амедео

## Нагороди та номінації
| Список нагород та номінацій         | Список нагород та номінацій | Список нагород та номінацій | Список нагород та номінацій | Список нагород та номінацій | Список нагород та номінацій |
| Кінофестиваль/Кінопремія            | Рік                         | Категорія                   | Номінант(и)                 | Результат                   | Дж                          |
| ----------------------------------- | --------------------------- | --------------------------- | --------------------------- | --------------------------- | --------------------------- |
| Каннський міжнародний кінофестиваль | травень 2018                | Золота пальмова гілка       | На війні                    | Номінація                   | [ 1 ]                       |
| Премія «Люм'єр»                     | 04.02.2019                  | Найкращий актор             | Венсан Лендон               | Номінація                   | [ 4 ]                       |
| Премія «Кришталевий глобус»         | 4.02.2019                   | Найкращий фільм             | На війні                    | Номінація                   | [ 5 ]                       |
| Премія «Кришталевий глобус»         | 4.02.2019                   | Найкращий актор             | Венсан Лендон               | Номінація                   | [ 5 ]                       |